# Abbaye Saint-Étienne d'Augsbourg

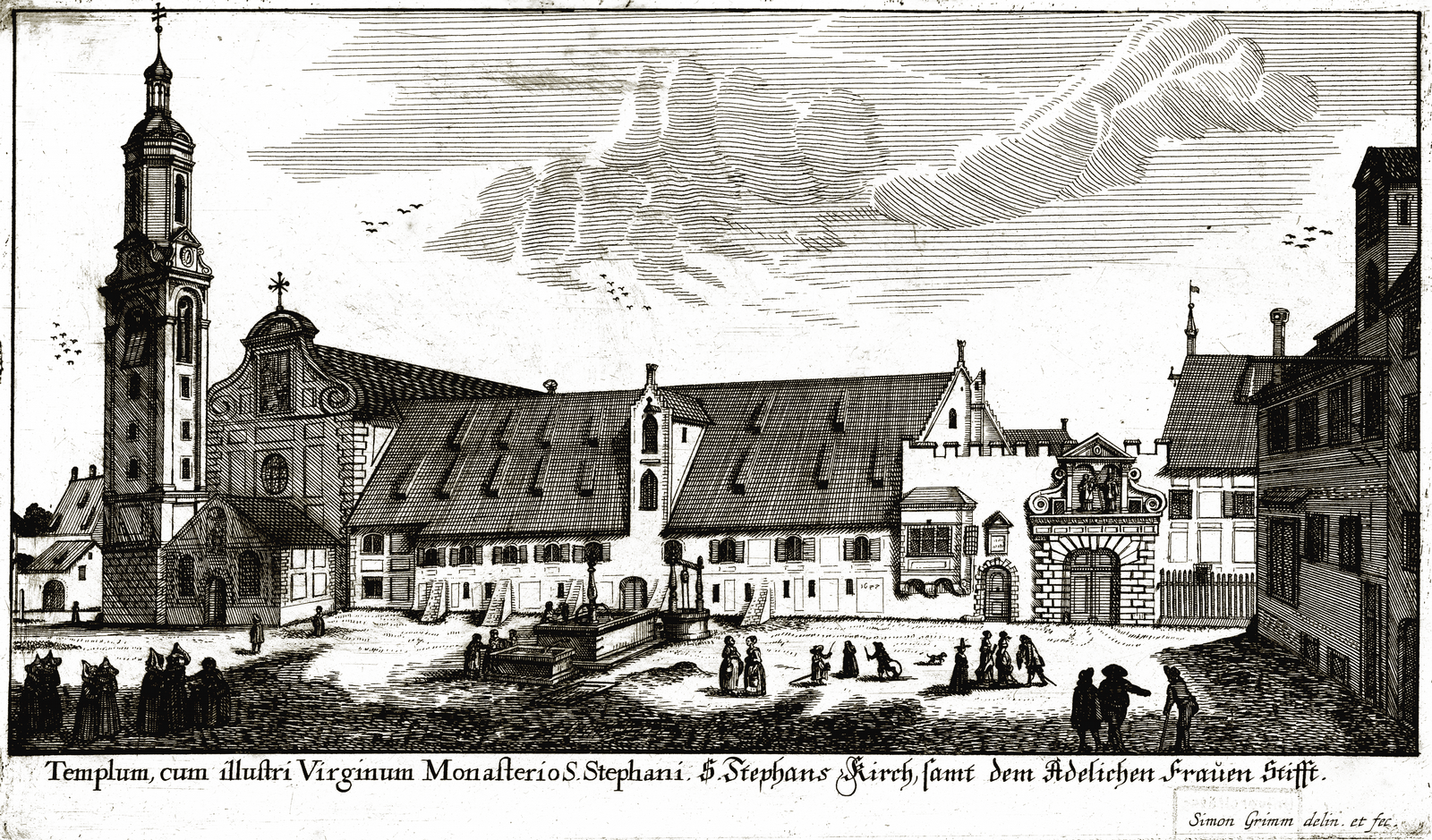
Vue de l'abbaye au XVIIe siècle

Pour les articles homonymes, voir Abbaye Saint-Étienne.
L'abbaye Saint-Étienne (Kloster St. Stephan) est une ancienne abbaye de chanoinesses située à Augsbourg en Bavière. C'est aujourd'hui une abbaye bénédictine appartenant à la congrégation de Bavière. Elle dirige également le collège-lycée Saint-Étienne (Gymnasium bei St. Stephan).

## Historique
L'abbaye, consacrée à saint Étienne, est fondée en 969 par saint Ulrich. Une grande église abbatiale est construite par la suite. Depuis le milieu du XIIe siècle, la supérieure du monastère porte le titre d'abbesse, bien que l'abbaye ne réunisse en fait que des « dames libres de la noblesse » ayant décidé de se retirer du monde. À la fin du XVIe siècle, l'évêque d'Augsbourg, Jean-Othon de Gemmingen, modifie la règle en profondeur, à une époque marquée par les troubles religieux.
L'abbaye connaît une période de grand épanouissement au XVIIIe siècle. Une nouvelle abbatiale est construite en 1755-1757 par l'architecte Franz Xaver Kleinhans et l'abbesse Maria Antonia von Welden fait construire de nouveaux bâtiments abbatiaux à partir de 1796. Mais les idées de la Révolution française ont raison de l'abbaye en 1803 qui doit fermer à cause du recès d'Empire qui supprime les congrégations et nationalise les biens de l'Église. En l'espèce, c'est la ville d'Augsbourg qui en devient propriétaire. L'abbaye est vidée de son mobilier et fermée en 1807. En 1816, elle sert de grenier à grains pour l'armée et d'entrepôt.
Le roi Louis Ier de Bavière y installe en 1828 pour les jeunes gens un établissement d'enseignement primaire, secondaire et supérieur comprenant une école primaire de latin, un collège-lycée (Gymnasium) et un collège d'enseignement supérieur (Lyzeum), intitulé plus tard école supérieure de philosophie qui fut en activité, jusqu'en 1969. Un internat fonctionne également.
L'enseignement est confié en 1834 aux bénédictins qui y demeurent toujours actuellement. Saint-Étienne obtient le rang d'abbaye en 1835 et sert de maison-mère aux prieurés voisins d'Ottobeuren et de Metten, redevenus abbayes par la suite, et qui dirigent également des établissements d'enseignement prestigieux.
Une grande partie des bâtiments sont détruits par les bombardements aériens anglo-américains en 1944. Ils sont reconstruits entre 1950 et 1966.

## Aujourd'hui
Quatorze bénédictins composent la communauté en 2011. Ils sont professeurs au Gymnasium bei St. Stephan, et travaillent également à l'externat mixte Saint-Joseph, dans des ateliers de formation professionnelle, et auprès de structures de formation pour les adultes. Ils dirigent ou accompagnent aussi des activités spirituelles.
Theodor Hausmann est l'abbé de la communauté depuis 2009, après en avoir été le prieur-administrateur.

## Source
- (de) Cet article est partiellement ou en totalité issu de l’article de Wikipédia en allemand intitulé « St. Stephan (Augsburg) » (voir la liste des auteurs).